# 江南機器製造総局
江南機器製造総局（こうなんききせいぞうそうきょく, 1865年（同治4年）9月20日 - 1917年）は清朝の洋務運動の中で成立した軍事生産機構である。晩清期の中国では最も先進的で重要な軍事工場の1つであり、後の江南造船廠の前身である。
略称は江南製造局あるいは江南製造総局、また上海機器局と別称される事もある。

## 成立と沿革
1865年9月20日に上海で江南機器製造総局は成立した。計画立案は曽国藩、後を継いで実際に成立させたのは李鴻章であった。まず上海租界にあったアメリカ系の「旗記鉄廠」という会社を買収して機械製造工場とドックを入手し、同じ年に元の蘇州洋炮局・安慶内軍械所と合併して成立させた。
1905年（光緒31年）、製造総局のうち造船部門が「江南ドック」として独立し、さらに辛亥革命で「江南造船所」と改名した。
1917年に製造総局本体は「上海兵工廠」と改称し、1937年に操業を停止した。日本軍が上海を占領した後、その跡地と機械は江南造船所に編入された。
1953年に「江南造船廠」と改名した。
1979年に戦艦武蔵の建造責任者で長崎造船所所長も務めた三菱重工業社長の古賀繁一の直接指導で再建される。
1996年に「江南造船有限責任公司」に改称し、中国船舶工業集団公司に属している。

## 管理と運営
洋務運動の過程で成立したいくつかの兵器工場の中でも、江南機器製造局は規模・予算ともに最大級であった。成立初年度の投資費用25万両の他、初めのうちは主要経費を淮軍の軍費で賄い、その後1867年に曽国藩が許可を得て上海税関の関税の10％が製造局の経費となり、さらに1869年にはその比率を20％まで上昇した。これは少なくとも毎年40万両以上の経費に相当した。
製造局のトップは督弁であり、曽国藩・左宗棠・張之洞ら洋務運動の大立者達が歴任し、晩清期には李鴻章が最も長く担当していた。督弁配下の行政主管者には、初期は李鴻章の選んだ馮焌光と沈保靖が任用され、後に（1865年、丁日昌の時）地元地方官である上海道員が兼務するようになった。実際の機械管理面の仕事の多くは西洋人が行い、例えば初期の首席技師はアメリカ人の霍斯（T．F．Falls）だった。
江南製造局はその後、満州民族と漢民族を含む大量の中国人労働者を雇用した。その中で機械を操作しながら学び、その専門技能のため労働者の給料水準は普通の都市部の肉体労働者の4-8倍に達していた。これらの労働者が近代中国の最初の技術労働者となる。

## 軍事面の成果
江南機器製造局は同治年間には東アジア最大の兵器工場であり、清朝の軍事力と重工業品生産力を向上させた。例えば1867年には毎日平均15丁のモーゼル銃と各式の弾薬を生産する能力があり、李鴻章はこの時の銃器・弾薬の生産が捻軍の反乱鎮圧にある程度有益だったと認めている。弾丸の他にも、製造局では1868年に初めて国産の蒸気船（木製の船体）「恵吉号」を生産し、1891年には中国で初めて鋼鉄を精練した。
しかし全体的には、江南製造局が晩清期に生産した軍事物資の品質は良くなかった。例えば歩兵銃のレベルは高くなく、性能も良くなかった、しかも生産コストは完成品を外国から直接買うより高かった。造船事情も似たようなもので、1868年の最初の蒸気船製造後も続々と数隻の蒸気船を作ったが、建造速度は遅くて生産コストも高い上に燃費も悪く、結果的に外国船を買った方がかえって安上がりだった。
製造局の生産コストが高くなったのには、いくつかの理由があった。
1. 製造原材料(鋼材・鋼管)のほとんど全てを、輸入によって調達していた。
2. 人員の給料が高すぎた。
3. 調達物資の量が過剰だった。
4. 人員数が過剰だった。[4]

但しこれらについては矛盾する資料の存在から否定的な意見もある。

## 文化的影響
江南機器製造局には機械製造の外に、広方言館、翻訳館、工芸学堂を付設しており、これらが西洋の知識を紹介するとともに言語・科学技術方面の人材を育成した。1868年-1907年の約40年間で翻訳書は160種類に達し、その分野は主たる軍事科学関係の他にも地理・経済・政治・歴史等の書籍が翻訳された。晩清の知識人が西洋の知識を吸収したという点では、非常に大きな影響を与えた。